# Łomiżyno
Łomiżyno (biał. Ламіжына; ros. Ломижино) – dawna wieś, obecnie część agromiasteczka Nowosiółki na Białorusi, w obwodzie witebskim, w rejonie postawskim.

## Historia
W czasach zaborów w granicach Imperium Rosyjskiego.
W dwudziestoleciu międzywojennym wieś a następnie kolonia Łomieżno leżała w Polsce, w województwie wileńskim, w powiecie duniłowickim (od 1926 postawskim), w gminie Łuczaj.
Według Powszechnego Spisu Ludności z 1921 roku zamieszkiwało tu 40 osób, wszystkie były wyznania rzymskokatolickiego. Jednocześnie 39 mieszkańców zadeklarowało polską przynależność narodową a 1 białoruską. Było tu 7 budynków mieszkalnych. W 1931 w 9 domach zamieszkiwało 37 osób.
Miejscowość należała do parafii rzymskokatolickiej w Łuczaju. Podlegała pod Sąd Grodzki w Postawach i Okręgowy w Wilnie; właściwy urząd pocztowy mieścił się w m. Łuczaj.
W 1938 roku miejscowość należała do gromady Promyślady gminy Łuczaj.
Po agresji ZSRR na Polskę w 1939 roku wieś znalazła się pod okupacją sowiecką, w granicach BSRR. W latach 1941–1944 była pod okupacją niemiecką. Następnie leżała w BSRR. Od 1991 roku w Republice Białorusi.
W 2012 wieś zniesiono jako samodzielną miejscowość i została ona włączona w granice Nowosiółek.